# Cybaeidae
Cybaeidae é uma família de aranhas que inclui 12 géneros.

## Géneros
A família Cybaeidae inclui os seguintes géneros:
- Argyroneta Latreille, 1804 (Paleártico)
- Cedicoides Charitonov, 1946 (Turquemenistão, Tadjiquistão, Usbequistão)
- Cedicus Simon, 1875 (Mediterrâneo Oriental, Ásia)
- Cybaeina Chamberlin & Ivie, 1932 (USA)
- Cybaeota Chamberlin & Ivie, 1933 (América do Norte)
- Cybaeozyga Chamberlin & Ivie, 1937 (América do Norte)
- Cybaeus Koch, 1868 (América, Europa, Japão, Coreia, China)
- Dolichocybaeus Kishida, 1968 (Japãoi, Corea)
- Heterocybaeus Komatsu, 1968 (Japão)
- Paracedicus Fet, 1993 (Turquemenistão, Azerbaijão)
- Symposia Simon, 1898 (Venezuela, Colômbia)
- Vagellia Simon, 1899 (Samatra)